# Betti
A Betti női név az Erzsébet idegen nyelvű (angol, német) változatának a becenevéből önállósult.

## Rokon nevek
Alberta, Albertin, Albertina, Babett, Babetta, Berta, Bertina, Béta, Erzsébet, Betta, Bettina, Csöre, Eliz, Eliza, Elizabet, Ella, Elza, Ilze, Iza, Izabel, Izabell, Izabella, Lili, Liza, Lizavéta, Lizett, Lizetta, Lizi, Örzse, Szavéta, Véta, Zsóka

## Gyakorisága
Az újszülötteknek adott nevek körében az 1990-es években igen ritkán fordult elő. A 2000-es és a 2010-es években sem szerepelt a 100 leggyakrabban adott női név között.
A teljes népességre vonatkozóan a Betti sem a 2000-es, sem a 2010-es években nem szerepelt a 100 leggyakrabban viselt női név között.

## Névnapok
július 4.

## Híres Bettik
- Betti Alver észt írónő
- Betty Stöve holland teniszezőnő
- Betty Williams északír politikus, békeaktivista
- Bette Midler amerikai színésznő